# Corone

Mapa del sur del Peloponeso. La ciudad de Corone se encontraba en la costa del golfo de Mesenia.

Corone (en griego, Κορώνη) es el nombre de una antigua ciudad griega de Mesenia. Probablemente fue fundada por colonos procedentes de Coronea de Beocia hacia el 365 a. C.

## Historia
Estrabón la ubicaba en el Golfo de Mesenia, cerca de la desembocadura del río Pamiso, en su margen derecha y comentaba que algunos creían que debía identificarse con la ciudad homérica de Pédaso. Pausanias, por su parte, añade que se encontraba al pie del monte Matia, menciona en sus inmediaciones que había un lugar junto al mar consagrado a Ino puesto que se creía que fue allí donde emergió de las aguas convertida en la diosa Leucótea. Además, dice que el  agua potable provenía de una fuente conocida como Platanistón, que el nombre de Corone procede de que Epimélides, que la colonizó, provenía de Coronea de Beocia, o bien podría proceder de una corneja de bronce que hallaron al cavar los cimientos de la muralla y consideraba que Corone debía identificarse con la ciudad homérica de Epea. Entre los templos ubicados en Corone se encontraba el de Ártemis Paidótrofo, Dioniso y Asclepio. Había estatuas de mármol de Dioniso y Asclepio, otra estatua de bronce de Zeus Sóter en el ágora y una estatua de bronce de Atenea con una corneja en la mano en la acrópolis. Tenía un puerto llamado «de los Aqueos».
Posiblemente, hacia el siglo VI, los habitantes de Corone se trasladaron a otra ubicación situada también en el golfo de Mesenia pero más al sur a la que dieron el mismo nombre de Koroni, ciudad existente actualmente, con la que no debe confundirse.
Se localiza en la población de Petalidi.